# 辻優
辻 優（つじ まさる、1951年5月7日 - ）は、日本の外交官。クロアチア駐箚特命全権大使等を経て、2013年（平成25年）10月11日からオランダ駐箚特命全権大使。

## 経歴・人物
東京都出身。1978年（昭和53年）東京大学法学部を卒業し、外務省に入省した。ウィリアムズ大学卒業（BA）。外務省総合外交政策局安全保障政策課長などを経て、2005年9月から外務省総合外交政策局国際社会協力部参事官。
外務省大臣官房参事官、国際担当防衛参事官、ボストン総領事、2010年（平成22年）8月、内閣情報調査室次長を経て、2012年（平成24年）1月17日から2013年（平成25年）10月まで、クロアチア駐箚特命全権大使。2013年（平成25年）10月11日からオランダ駐箚特命全権大使。2016年4月1日学習院大学法学部法学科特別客員教授。2017年9月一般財団法人自治体衛星通信機構監事。2018年3月株式会社白洋舍監査役。2020年4月大阪大学大学院法学研究科招へい教授。2020年8月一般社団法人日本外交協会理事長

## 同期
- 宮家邦彦（キヤノングローバル戦略研究所研究主幹、立命館大学客員教授）
- 新井勉（13年駐カメルーン大使）
- 小井沼紀芳（13年駐ザンビア大使）
- 大嶋英一（12年駐フィジー大使）
- 水上正史（12年駐アルゼンチン大使・10年外務省中南米局長）
- 菅沼健一（12年駐ブルネイ大使・09年駐ジュネーブ日本政府代表部大使）
- 猪俣弘司（13年駐パキスタン大使・10年駐サンフランシスコ総領事）
- 貝谷俊男（13年駐グルジア大使）
- 二石昌人（13年駐ブルキナファソ大使）
- 篠原守（13年駐コスタリカ大使）
- 岡田憲治（16年駐ベネズエラ大使）
- 松富重夫（14年駐イスラエル大使・12年外務省国際情報統括官・10年外務省中東アフリカ局長）
- 梅田邦夫（14年駐ブラジル大使）
- 草賀純男（13年ニューヨーク総領事）
- 軽部洋（16年駐コンゴ民主共和国大使）